# 요시프 파비치
요시프 파비치(크로아티아어: Josip Pavić, 1982년 1월 15일~)는 크로아티아의 은퇴한 수구 선수로 포지션은 골키퍼이다. 프로 선수로서 크로아티아의 야드란 스플리트와 HAVK 믈라도스트에서 뛴 후 그리스 리그의 올림피아코스에서 선수 경력을 보냈다. 국제 대회에서는 크로아티아 국가대표로 활동했으며, 올림픽에 3회 참가하여 2012년 하계 올림픽에서 금메달, 2016년 하계 올림픽에서 은메달을 획득하였다. 또한 세계 선수권 대회에서 금메달 1개, 은메달 1개, 동메달 3개를 획득하였으며, 2012년에 국제 수영 연맹 올해의 수구 선수로 선정되었다.